# Heinrich von Bünau (1665–1745)
Heinrich von Bünau, seit 1742 Graf von Bünau, (* 1. Januar 1665; † 21. August 1745 in Seußlitz) war königlich-polnischer und kurfürstlich-sächsischer wirklicher Geheimer Rat und Kanzler.

## Leben

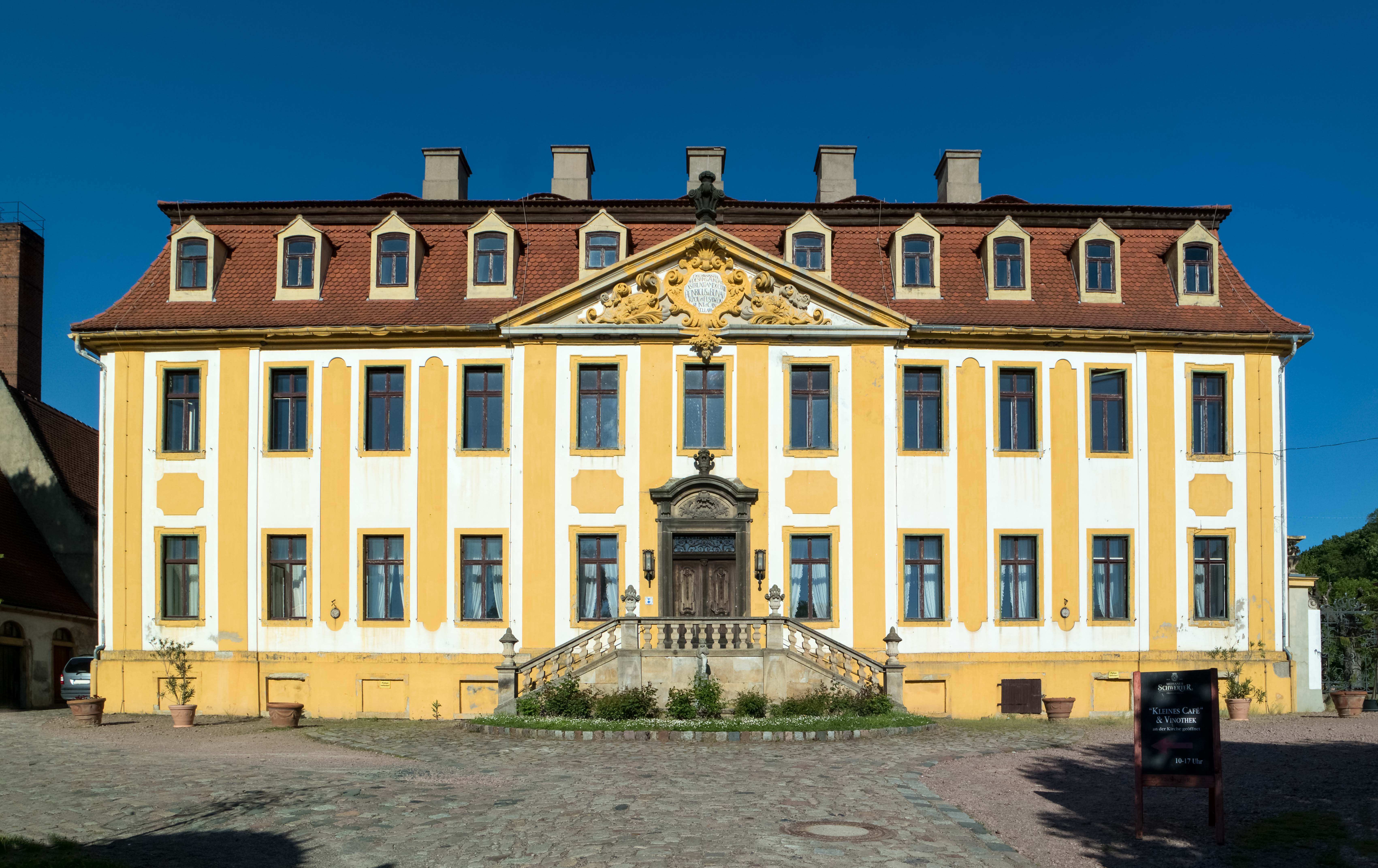
Schloss Seußlitz, für Heinrich von Bünau nach 1722 errichtet

Er stammte aus dem sächsischen Adelsgeschlecht Bünau und war der Sohn von Rudolf von Bünau auf Unterau und Görnitz (1613–1673) und Goedela von Warnstedt. Heinrich von Bünau trat in den Staatsdienst, in dem bereits einige seiner Vorfahren tätig waren.
Seine Schwester Christiane Wilhelmine von Bünau (1666–1707) war seit 1692 Ehefrau von Herzog Johann Adolf I. von Sachsen-Weißenfels. Heinrich von Bünau heiratete am 28. Juni 1693 Juliane Dorothea von Geismar (1676–1745), Tochter des Hans Dietrich von Geismar auf Gleina. Ihr gemeinsamer Sohn war Heinrich von Bünau (1697–1762).
1722 erwarb er Seußlitz, wo er von George Bähr das Barockschloss Seußlitz errichten ließ. 1725 kaufte er Radewitz dazu.
Am 24. März 1742 wurde er gemeinsam mit seinem Sohn Heinrich Freiherr von Bünau durch Kaiser Karl VII. in den Reichsgrafenstand erhoben. Er starb im Schloss Seußlitz.

## Verwechselbarkeit der Namensträger
Aufgrund eines Familiengesetzes der Familie Bünau, das bereits im 12. Jahrhundert in Kraft war, durften für männliche Nachkommen nur die Vornamen Günther, Heinrich oder Rudolph verwendet werden. Es gibt deshalb innerhalb der weit verzweigten Sippe zahlreiche Personen mit dem Namen Heinrich von Bünau. Dies führte in der bisherigen Geschichtswissenschaft nicht selten zu falschen Personenzuordnungen. So wurde in der sächsischen Landesgeschichte Heinrich von Bünau des Öfteren mit seinem gleichnamigen Sohn verwechselt.